# 헤어스타일 최악의 날
《헤어스타일 최악의 날》(영어: Bad Hair Day)은 2015년 2월 13일 디즈니 채널을 통해 공개된 미국의 코미디 텔레비전 영화이다.

## 출연
- 로라 마라노
- 리앨린 베이커
- 크리스천 캠벨
- 제이크 맨리